# Gagea japonica
Gagea japonica är en liljeväxtart som beskrevs av Adolf Adolph A. Pascher. Gagea japonica ingår i Vårlökssläktet och i familjen liljeväxter. Inga underarter finns listade.